# Celluloid
Celluloid (af latin ce'llula, celle, og græsk ei'dos, udseende) et hornagtigt og formbart stof af nitrocellulose og kamfer; et kemisk behandlet bomuld. Celluloid var den første plast man kendte. Udviklet sidst i 1860'erne af John Wesley Hyatt fra New York i USA som erstatningsstof for elfenben til produktion af billardkugler. 
Stoffet er klart som glas og temmelig hårdt. Ved opvarmning til lidt over 100 grader celsius bliver det til en sej plastisk masse, som kan formes og modelleres efter ønske. Ved indfarvning kan stoffet bruges til bl.a. imitation af perlemor og skildpaddeskjold.
Stoffets mange egenskaber gjorde, at det tidligt blev brugt til produktion af forskellige brugsgenstande som kamme og børster, briller, knapper, håndtag og spænder, til legetøjsproduktion og som beklædning på harmonikaer og guitarer. Celluloid blev også brugt til fremstilling af råfilm til film og fotografi.
Celluloid fortrængtes efter 2. verdenskrig af andre plasttyper; det benyttes i dag i fremstillingen af bordtennisbolde og guitarplektre. Celluloid er yderst brandfarlig.